# Baron Pentland
Baron Pentland, of Lyth in the County of Caithness, war ein erblicher britischer Adelstitel in der Peerage of the United Kingdom.
Der Titel wurde am 15. Februar 1909 für den schottischen liberalen Politiker John Sinclair geschaffen.  Dieser war später Kolonialgouverneur von Madras.
Der Titel erlosch beim Tod von dessen Sohn, dem 2. Baron am 14. Februar 1984.

## Liste der Barone Pentland (1909)
- John Sinclair, 1. Baron Pentland (1860–1925)
- Henry Sinclair, 2. Baron Pentland (1907–1984)